# Delahaye Type 65
Der Delahaye Type 65 war ein 1913/14 in Frankreich gebauter schwerer Lkw.

## Geschichte
Der Delahaye Typ 65C wurde 1913/14 als schwerer Lkw in geringen Stückzahlen gebaut. Er war zu seiner Zeit das schwerste Lkw-Modell von Delahaye. Bei Ausbruch des Ersten Weltkrieges bestellte die französische Armee zunächst noch einige Stück, dann wurde jedoch noch im Jahr 1914 der Bau dieser Fahrzeuge zugunsten leichterer Lkw aufgegeben.

## Technik
Das Fahrzeug hatte einen Vierzylindermotor mit 100 mm Bohrung und 180 mm Hub, woraus sich ein Hubraum von 5655 cm³ errechnet. Dieser Motor leistete 32 effektive PS bei 1200/min und wurde steuerlich mit 28 CV berechnet. Das Leergewicht des Lkw ist nicht überliefert, die Nutzlast betrug 6500 kg.